# نظرية التنمية

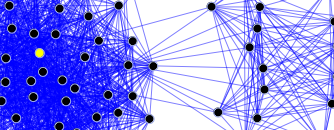

نظرية التنمية: هي خليط من النظريات حول كيفية تحقيق تغيير مرغوب فيه أو تنمية وتطوير في المجتمع بأفضل السبل. وتعتمد هذه النظريات على مجموعة متنوعة من التخصصات العلمية والمناهج الاجتماعية.

## نظريات التطور التاريخي

### نظرية التحديث
نظرية التحديث أونظرية التطور تنص على أنه يمكن تحقيق التنمية من خلال اتباع عمليات التنمية التي اِسْتُخْدِمَت من قبل الدول المتقدمة حاليا. علماء مثل والت روستو وأبرامو فيمو كينيث أورجانسكي (A F K Organski) افترضوا مراحل التنمية التي تطبق على كل بلد. اعتبر صامويل هنتنجتون أن تكون التنمية عملية خطية وعلى كل بلد من البلدان أن تمر عبرها، وخلافا عن الليبرالية الكلاسيكية، ينظر إلى الدولة باعتبارها لاعبا رئيسيا في تحديث المجتمعات المتخلفة. وفي كتابه "النظام السياسي لمجتمعات متغيّرة" يفترض هانتنغتون أن تلك التغيّرات إنما تحدث بسبب الاضطرابات الناشئة داخل النظام السياسي والاجتماعي. وينتقد هانتنغتون نظرية التحديث، معللاً ذلك بأنّ حجتها القائلة بأنّ التغيير والتنمية الاقتصادية هما العاملان الرئيسان المسؤولان عن إنشاء أنظمة سياسية مستقرة وديمقراطية إنما هي حجة متصدعة. ويركّز، بدلاً من ذلك، على عوامل أخرى مثل التحضّر، محو الأمية، التعبئة الاجتماعية والنمو الاقتصادي. ويؤكد أن هذه العوامل ليست مرتبطة إلى حدٍّ كبير بالتنمية السياسية؛ رغم أنّه يراها مترابطة، لكن متمايزة. بالنسبة له، التحديث الاجتماعي والاقتصادي يؤدي، بالضرورة، إلى انعدام الاستقرار. السبب أن التحديث، بما يرتبط به من مظاهر تجري بسرعة شديدة وبالتزامن، كالاتجاه إلى التصنيع والتوسع في التعليم والتمدين والعلمنة، يحدث شروخاً عميقة في المجتمع. هذه الشروخ تنعكس على السياسة.
كما تعرف نظرية عمل تالكوت بارسونز الصفات التي تميز المجتمعات الحديثة والمجتمعات التقليدية. ويعتبر التعليم عنصرا أساسيا لخلق المجتمع الحديث. كما لعبت التكنولوجيا دورا رئيسيا في تطوير هذه النظرية، لأنه كان يعتقد أن إدخال التكنولوجيا إلى البلدان الأفل نموا يحفز النمو الاقتصادي. كاتب آخر من الذي يكتب في عملية التحديث هو ديفيد لاندز. لكن ليس بقدر ما هو مجرد نظرية، بل باعتبارها مجموعة من الطروحات القوية للاتجاه من تاريخ العالم.
أحد العوامل الرئيسية في نظرية التحديث هو الاعتقاد بأن التنمية تتطلب من البلدان المتقدمة مساعدة البلدان النامية على الاستفادة من التقدم بأنفسهم. بالإضافة إلى ذلك، كان يعتقد أن الدول الأقل نموا يمكن أن تنمو أسرع من البلدان المتقدمة واللحاق بالركب، وأنه من الممكن من أجل التنمية على قدم المساواة التي سيتم التوصل إليها.

### نظرية التبعية
المادة الرئيسية نظرية التبعية في حين أن نظرية التحديث تفهم التنمية والتخلف نتيجة من الظروف الداخلية التي تختلف بين الاقتصادات، فهم نظرية التبعية والتخلف والتنمية العلائقية. ورأى أن دول العالم وينقسم إلى مجموعة أساسية من الدول الغنية التي تهيمن حول محيطها الخارجي للدول الفقيرة التي وظيفتها الرئيسية في هذا النظام هو توفير اليد العاملة الرخيصة والمواد الخام حتى النخاع. ورأت أن من فوائد هذا النظام تعود كلها تقريبا إلى الدول الغنية، والتي أصبحت أكثر ثراء وأكثر تطورا تدريجيا، في حين أن الدول الفقيرة، التي استنزفت باستمرار موارد بهم بعيدا حتى النخاع، لا تقدم. نظرية التبعية المشتركة المتقدمة في 1950s، العديد من النقاط مع لوكسمبورج روزا والسادس وقد تبنت ونظرية التبعية التي الماركسيين الجدد والعديد من الماركسيين، نظريات لينين في وقت سابق، الماركسي، للإمبريالية. عقدت منظري التبعية للدول المتخلفة التي لتطوير، ويجب أن تقطع علاقاتها مع الدول المتقدمة ومواصلة النمو الداخلي. وكان نوع واحد من سياسة وضعت من هذه البصيرة استيراد التصنيع الاستبدال. فشلت نظرية التحديث لشرح بعض القضايا الحرجة الزخرفة الدول المتخلفة مثل الاتجاهات الديموغرافية، والاختلاف في الثقافة، والموقع الجغرافي.

### نظرية النظم العالمية
المادة الرئيسية نظرية النظم العالمية ردا على بعض الانتقادات لنظرية التبعية جاءت نظرية النظم العالمية، والتي قسمت كذلك تقسيم محيط ومركز في نظام تراى مودل يتألف من نواة، وشبه هامش الهامش. في هذا النظام، ومحيط شبه تقع بين القلب والمحيط الخارجي، واستغلالها من قبل الأساسية ويستغل الهامش. هذا التقسيم يهدف إلى شرح التصنيع في البلدان الأقل نموا. وقد بدأ العالم نظرية النظم لايمانويل والرشتاين، من بين الكتابات الأخرى، وتحليل النظم العالمية (دورهام نورث كارولاينا: مطبعة جامعة ديوك، 2004)، ويركز على المساواة باعتبارها كيانا منفصلا عن النمو في التنمية، ويدرس تغير في النظام الرأسمالي العالمي. واحد السمة المميزة لهذه النظرية هو انعدام الثقة في الدولة وعرض الذي ينظر إلى الدولة على أنها مجموعة من النخب والتصنيع التي لا يمكن مساواته مع التنمية. للخروج من هذه الحركات المعادية للنظرية منهجية الجذعية التي تحاول عكس حيث عدم المساواة في النظام الديمقراطي من خلال الحركات الاجتماعية والعمل.

### نظرية الدولة
في القرن الرابع عشر (1377) قدم ابـن خلـدون مفهوما للدولة على أنها " ظـاهرة فـي كـل مـرة تنتهـي فيهـا الـدورة السياسـية فـي نظـره لا دائمـة ولا مسـتقرة. وينطلـق ابـن خلـدون فـي تفسـيره لظـاهرة عـدم اسـتقرار الدولـة، مـن فكـرة عزيزة عليه، فكرة أكثر شـمولية، وهـي عـدم إثبـات ظـواهر الاجتمـاع الإنسـاني علـى الإطـلاق عنـده، يقول كاتبنا في كتابه "المقدمة": 
"إن أحوال العـالم والأمـم وعوائـدهم ونحلهـم لا تـدوم علـى وتيـرة واحـدة ومنهـاج مســتقر، إنمــا هــو اخــتلاف علــى الأيــام والأزمنــة وانتقــال مــن حــال إلــى حــال، وكمــا يكــون ذلــك فــي الأشــخاص والأوقــات والأمصــار فــان ذلــك يقــع فــي الآفــاق والأقطــار والأزمنــة والــدول" 
الدولة تبقى مؤسسة دائمة التعرض للتبدل والتغيير. تستند نظرية الدولة على الرأي القائل بأن الاقتصاد يتشابك مع السياسة، وبالتالي فإن الإقلاع الاقتصادي والتنموي يختلف من دولة إلى أخرى، ودلك حسب نوع العلاقات الطبقية وقوة واستقلالية الدولة, تحدث التنمية حسب استقرار الدولة ونفوذها خارجيا وداخليا. إن المنظرون في هذا المجال يعتقدوى أن هناك حاجة إلى دولة قادرة على التنمية عن طريق السيطرة على عملية التنمية,

### نظرية التنمية غير المتوازنة والمشتركة
المادة الرئيسية التنمية غير المتوازنة والمشتركة التنمية غير المتوازنة والمشتركة هو مفهوم الماركسية لوصف ديناميات العام لتاريخ البشرية. كانت في الأصل تستخدم من قبل ليون تروتسكي الثورية الروسية حول منعطف القرن 20، عندما كان تحليل الاحتمالات التي كانت موجودة التنموية للاقتصاد والحضارة في الإمبراطورية الروسية، والمستقبل المحتمل للنظام القيصري في روسيا. كان أساس استراتيجيته السياسية من الثورة الدائمة، وهو ما يعني رفضا لفكرة أن المجتمع البشري وضعت حتما من خلال تسلسل أحادي خطي «المراحل» الضرورية. في البداية، ويقصد تروتسكي هذا المفهوم فقط لوصف نمط السمة التطورية في التوسع في جميع أنحاء العالم من نمط الإنتاج الرأسمالي ابتداء من القرن 16، من خلال نمو السوق العالمي الذي كان يربط الشعوب أكثر وأكثر والأراضي معا من خلال التجارة، والهجرة والاستثمار. وكان تركيزه أيضا أساسا في البداية عن تاريخ الإمبراطورية الروسية، حيث أهم التطورات العلمية والتكنولوجية المتقدمة تعايش مع الثقافات البدائية للغاية والخرافات. ومع ذلك، في 1920s و 1930s، وقال انه معمم على نحو متزايد لمفهوم التنمية غير المتوازنة والمشتركة في التاريخ البشري كله، وحتى في عمليات البيولوجيا التطورية، وكذلك في تشكيل شخصية الإنسان.

## تطوير نظريات الاقتصاد
نشعر بالقلق وهناك عدد من النظريات مع الاقتصادات كيف تتطور مع مرور الوقت. بعض هذه النظريات ما يلي: الميزة النسبية تتنبأ جميع البلدان مكاسب إذا متخصصون والتجارة في السلع التي تتمتع فيها بميزة نسبية. هذا صحيح حتى لو كان أمة واحدة لديها ميزة مطلقة على بلد آخر. روستوفيان الإقلاع نموذج: نظرية التطور الخطي التي تجادل بأن التحديث الاقتصادي يحدث في خمس مراحل أساسية من طول متفاوتة المجتمع التقليدية، وشروط مسبقة للإقلاع، الإقلاع، محرك الأقراص إلى النضج، وارتفاع الاستهلاك الشامل. هارودز، دمر النموذج: يوضح معدل النمو في الاقتصاد من حيث مستوى الادخار والإنتاجية لرأس المال. النموذج المزدوج القطاع: يوضح نمو اقتصاد البلدان النامية من حيث انتقال العمالة بين القطاعات، والقطاع التقليدي الزراعي والقطاع الصناعي الحديث (المعروف أيضا باسم نموذج لويس).

## مزيد من القراءة
أدب
النائب كوين وShenton RW، مذاهب التنمية، روتلدج (1996)، ISBN 978-0-415-12516-1.
بيتر دبليو بريستون، نظرية التنمية: مدخل إلى التحليل التغيير المعقدة، ايلي بلاكويل (1996)، ISBN 978-0-631-19555-9.
بيتر دبليو بريستون، إعادة التفكير في التنمية، وروتلدج Kegan بول كتب المحدودة (1988)، ISBN 978-0-7102-1263-4.